# Шилису
Шилису (каз. Шилісу) — село в Кербулакском районе Жетысуской области Казахстана. Входит в состав Кызылжарского сельского округа. Код КАТО — 194653400.

## Население
В 1999 году население села составляло 267 человек (132 мужчины и 135 женщин). По данным переписи 2009 года, в селе проживало 220 человек (111 мужчин и 109 женщин).